# 17603 Qoyllurwasi
17603 Qoyllurwasi è un asteroide della fascia principale. Scoperto nel 1995, presenta un'orbita caratterizzata da un semiasse maggiore pari a 2,7894661 UA e da un'eccentricità di 0,2374098, inclinata di 16,59969° rispetto all'eclittica.